# Combat d'infirmes
 (août 2024).
Combat d'infirmes (Cripple Fight en version originale) est le deuxième épisode de la cinquième saison de la série animée South Park, ainsi que le 67e épisode de l'émission.

## Synopsis
Les enfants entrent chez les scouts. Leur chef, à leur grande surprise est Al Super Gay, dont l'homosexualité dérange les parents. Par ailleurs, ils y rencontrent Jimmy Valmer, un handicapé humoriste. Timmy devient jaloux de ne plus être le seul enfant handicapé.